# Agathosma puberula
Agathosma puberula là một loài thực vật có hoa trong họ Cửu lý hương. Loài này được (Steud.) Fourc. mô tả khoa học đầu tiên năm 1932.